# Каза Чиркондаријале (Бреша)
Каза Чиркондаријале је насеље у Италији у округу Бреша, региону Ломбардија.
Према процени из 2011. у насељу је живело 26 становника. Насеље се налази на надморској висини од 111 м.